# 神戸製鋼排球団
神戸製鋼排球団（こうべせいこう はいきゅうだん）は、兵庫県神戸市を本拠地に活動していた神戸製鋼所の男子バレーボール実業団チームである。

## 歴史
1948年2月に創部。翌年から6人制バレーボールにも取り組んできた古豪。1970年に硬式野球団、陸上団とともに社内の「くろがね専門団」に昇格し、本格的に勝つためのチーム作りに取りかかった。
1971年、翌1972年に実業団選手権を連覇し、実業団リーグ入りした。1980年の第11回実業団リーグで初優勝し、念願の日本リーグ入りを果たしたが、日本リーグと実業団リーグの昇降格を繰り返した。
1995年1月17日未明に発生した阪神・淡路大震災で、神戸製鋼所は壊滅的な被害を受けた。本社ビルは傾き立ち入り禁止、排球団の寮および体育館は完全に崩壊し、ボールはおろかユニフォームまで無くなった。1月23日、神戸製鋼所は日本バレーボール協会に対して、第26回実業団リーグの出場辞退を申し入れした。これを受け、協会は出場辞退を認めて、バレーボールが継続できる環境が整った場合に第27回実業団リーグ出場権を認めるなどの救済措置を発表した。しかし取り巻く環境が元には戻らず、廃部となった。

## 成績

### 主な成績
日本リーグ
- 優勝 なし
- 準優勝 なし

実業団リーグ
- 優勝 4回（1979年度、1981年度、1984年度、1986年度）
- 準優勝 なし

都市対抗/黒鷲旗大会
- 優勝 なし
- 準優勝 なし

国民体育大会成年男子1部（6人制）
- 優勝 （1988年）
- 準優勝

### 年度別成績
| 大会名       | 大会名           | 順位 | 参加チーム数 | 試合数             | 勝                 | 敗                 | 勝率               |
| ------------ | ---------------- | ---- | ------------ | ------------------ | ------------------ | ------------------ | ------------------ |
| 実業団リーグ | 第4回 (1972/73)  | 5位  | 6チーム      | 10                 | 3                  | 7                  | 0.300              |
| 実業団リーグ | 第5回 (1973/74)  | 6位  | 6チーム      | 10                 | 1                  | 9                  | 0.100              |
| 実業団リーグ | 第8回 (1976/77)  | 5位  | 6チーム      | 10                 | 3                  | 7                  | 0.300              |
| 実業団リーグ | 第9回 (1977/78)  | 3位  | 6チーム      | 10                 | 5                  | 5                  | 0.500              |
| 実業団リーグ | 第10回 (1978/79) | 3位  | 6チーム      | 10                 | 5                  | 5                  | 0.500              |
| 実業団リーグ | 第11回 (1979/80) | 優勝 | 6チーム      | 10                 | 9                  | 1                  | 0.900              |
| 日本リーグ   | 第14回 (1980/81) | 8位  | 8チーム      | 14                 | 0                  | 14                 | 0.000              |
| 実業団リーグ | 第13回 (1981/82) | 優勝 | 6チーム      | 10                 | 8                  | 2                  | 0.800              |
| 日本リーグ   | 第16回 (1982/83) | 7位  | 8チーム      | 21                 | 4                  | 17                 | 0.190              |
| 日本リーグ   | 第17回 (1983/84) | 8位  | 8チーム      | 21                 | 1                  | 20                 | 0.048              |
| 実業団リーグ | 第16回 (1984/85) | 優勝 | 8チーム      | 14                 | 12                 | 2                  | 0.857              |
| 日本リーグ   | 第19回 (1985/86) | 8位  | 8チーム      | 21                 | 3                  | 18                 | 0.173              |
| 実業団リーグ | 第18回 (1986/87) | 優勝 | 8チーム      | 14                 | 12                 | 2                  | 0.857              |
| 日本リーグ   | 第21回 (1987/88) | 6位  | 8チーム      | 14                 | 4                  | 10                 | 0.286              |
| 日本リーグ   | 第22回 (1988/89) | 8位  | 8チーム      | 14                 | 0                  | 14                 | 0.000              |
| 実業団リーグ | 第21回 (1989/90) | 3位  | 8チーム      | 14                 | 10                 | 4                  | 0.714              |
| 実業団リーグ | 第22回 (1990/91) | 3位  | 8チーム      | 14                 | 10                 | 4                  | 0.714              |
| 実業団リーグ | 第23回 (1991/92) | 6位  | 8チーム      | 14                 | 5                  | 9                  | 0.357              |
| 実業団リーグ | 第24回 (1992/93) | 5位  | 8チーム      | 14                 | 6                  | 8                  | 0.429              |
| 実業団リーグ | 第25回 (1993/94) | 7位  | 8チーム      | 14                 | 2                  | 12                 | 0.143              |
| 実業団リーグ | 第26回 (1994/95) | -    | 8(7)チーム   | 途中棄権で成績なし | 途中棄権で成績なし | 途中棄権で成績なし | 途中棄権で成績なし |

## 在籍していた主な選手
- 水田和幸